# Садкова-Гура
Садкова-Гура (пол. Sadkowa Góra) — село в Польщі, у гміні Борова Мелецького повіту Підкарпатського воєводства.
Населення — 818 осіб (2011).
У 1975-1998 роках село належало до Ряшівського воєводства.

## Демографія
Демографічна структура станом на 31 березня 2011 року:
|          | Загалом | Допрацездатний вік | Працездатний вік | Постпрацездатний вік |
| -------- | ------- | ------------------ | ---------------- | -------------------- |
| Чоловіки | 403     | 83                 | 284              | 36                   |
| Жінки    | 415     | 92                 | 232              | 91                   |
| Разом    | 818     | 175                | 516              | 127                  |